# Урожайне (Бериславський район)
Урожа́йне — село в Україні, у Бериславському районі Херсонської області. Населення становить 610 осіб.
Урожайне засноване наприкінці XIX ст. і складалося з окремих виселків.
Першими поселенцями були кріпосні селяни князя Трубецького (колишні запорожці, кріпаки із Могильовської, Тамбовської, Курської губерній).
Під час столипінської реформи сюди переселилися люди з Чернігівської, Гомельської та Полтавської областей. Життя у степу тоді було надзвичайно важким. Переселенці об’єдналися у господарську громаду.
У 1912 році люди висілок утворили хутір Об’єднаний. Однак, на окремих землях залишилися застінки, веретеї, отруби.
Вручну викопали колодязі для зрошування присадибних ділянок. На сьогоднішній день їх залишилося три: Нещадима, Білого і Гречаного.
Після встановлення радянської влади у 1921 році на базі Об’єднаного хутора виникло колективне господарство імені М.І.Юркіна, одного із діячів КП(б)У. Доля його була незавидна: у часи сталінського терору був репресований. Але назва села Юркіно залишалася й після війни.
  У 1957 році під час реконструкції сільського господарства його приєднали до Раківської сільради й радгоспу «40-річчя Жовтня». І тільки у 1976 році село перейменували на Урожайне – назва яка етимологічно означає «те, що приносить плід або врожай».

## Населення

### Мовний склад
Рідна мова населення за даними перепису 2001 року:
| Мова       | Чисельність, осіб | Доля     |
| ---------- | ----------------- | -------- |
| Українська | 550               | 90,16 %  |
| Російська  | 47                | 7,71 %   |
| Інше       | 13                | 2,13 %   |
| Разом      | 610               | 100,00 % |